# Bragadiru (Ilfov)
Bragadiru è una città della Romania di 40 080 abitanti, ubicata nel distretto di Ilfov, nella regione storica della Muntenia.